# 原金源吉宅第
24°11′40″N 120°41′34″E / 24.194559°N 120.692882°E
金源吉是一座位於臺中北屯的潮州式四合院建築。

## 簡介
本建築之堂號為「金源吉」，門號為「旭峰樓」。該建築係由產權所有者之家族第17世祖林德行（本名德行，諡有秋）所興建。
其傳統潮州式樣四合院建築之格局為二落五護龍；除主要建築外，另有內外埕、半月池，後院有蓄水池、洗衣堀；圍牆外之流水與庭院內之水池為其風水佈局。

## 特色
其空間規畫呈現客家族群之傳統「祖在堂，神在廟」: 其神明廳設於左外護龍，稱為「孔子間」，供奉文昌星君、巧聖仙師、荷葉先師、福德正神；左外護龍庭園「樹德園」之勒石，為呂佛庭親筆題寫。

## 建築

### 樣式
其正身及護龍之山牆造型屬斗子砌樣式，其護龍以卵石作基礎並由土墼牆構成，屋頂上鋪有紅薄瓦。

## 外部連結
- 文化部文化資產局-原金源吉宅第（页面存档备份，存于）
- 原金源吉宅第 臺中市文化資產處-歷史建築 （页面存档备份，存于）